# Ramal ferroviario Ringuelet-Coronel Brandsen
El Ramal Ringuelet - Coronel Brandsen pertenece al Ferrocarril General Roca, Argentina.

## Ubicación y características
Es un ramal de la red del Ferrocarril General Roca con una extensión de 44 km entre las ciudades de La Plata y Coronel Brandsen. El ramal se encuentra desafectado del servicio, y hoy bajo la Administración de Bienes del Estado.
Se halla íntegramente en la provincia de Buenos Aires, atravesando los partidos de La Plata y Brandsen.
La estación Ringuelet es intermedia de los servicios metropolitanos que presta Trenes Argentinos Operaciones entre La Plata y Constitución. La estación Coronel Brandsen es intermedia para los servicios metropolitanos entre Alejandro Korn y Chascomús y para los servicios de larga distancia entre Plaza Constitución y Mar del Plata.

## Historia
El ramal fue construido desde 1882 por el Ferrocarril Oeste de Buenos Aires, propiedad de la Provincia de Buenos Aires, con el objeto de conectar las vías del ferrocarril Sud en la estación Ferrari (hoy Coronel Brandsen) con la nueva capital provincial. Se inauguró y habilitó al servicio el 1ª de julio de 1883. En 1890 fue arrendado al Ferrocarril Buenos Aires al Puerto de la Ensenada. Este último fue a su vez adquirido en 1898 por el Ferrocarril del Sud, de capitales británicos, quien también había adquirido el ramal a la provincia ese mismo año. Al nacionalizarse los ferrocarriles y reorganizarse el sistema en 1948, pasó a ser parte del Ferrocarril General Roca.
En temporada estival a mediados de la década de 1980, pasaba el servicio 347, apodado “El Platense”, que partía de la capital provincial hacia Mar del Plata los viernes por la noche y regresaba a ella los domingos. 
En 1982 un tren con soldados destinado a dirigirse a Las Flores para los escuadrones con destino a Malvinas corrió desde La Plata.
En 1987 el gobierno de Alfonsín ordenó el paso del último servicio de pasajeros a cargo del tren de pruebas conocido como CML1, con objeto de estudiar su reactivación, que en 1990 el gobierno de Menem anuló. En 1991 una formación de pasajeros pasó para mover estudiantes platenses a Mar del Plata para competir en los torneos “Evita”.  
El ramal operó irregularmente a cargo de trenes de Ferrosur Roca para llevar piedra partida a La Plata hasta mediados de la década de 1990.
En julio de 2012 el historiador brandsense Carlos Vignola comienza la construcción de una autovía y desde marzo de 2020 junto a vecinos de la localidad de Gómez llevan adelante la limpieza y apertura de vías entre Gómez y Brandsen con fines recreativos y próximamente de turismo receptivo.
El Ministerio de Transporte dirigido por Florencio Randazzo, anunció que era imposible reactivar el ramal ya que habría que invertir mucho dinero, pues dicho ramal atraviesa varias rutas (entre ellas la autovía 2) lo que tendría que hacerse una gran obra de infraestructura para sortear las mismas.
Por lo tanto, esta administración ve como imposible llevar adelante dicho proyecto.
A fines de 2014 la Facultad de Ingeniería de la UNLP comenzó un relevamiento de la infraestructura del ramal.
En marzo de 2015 la Junta Vecinal envió un proyecto a la UNLP para extender el tren universitario hasta la Estación José Hernández.
Según la Junta Vecinal, la reactivación del ramal está contemplada dentro del Plan Quinquenal 2016/2020 por la operadora ferroviaria “Nuevos Ferrocarriles Argentinos”, documento entregado por el ministro saliente Florencio Randazzo al nuevo responsable del Ministerio de Transporte de la Nación, Guillermo Dietrich. El documento informa en su página 32 que a los 21.115 kilómetros actuales de tendido ferroviario se proyecta incorporar 730 kilómetros en la región metropolitana, contemplando el servicio a Brandsen.
“Siguiendo esta línea de trabajo, y sólo a modo de enumeración ya que constituye el desarrollo de los apartados técnicos que siguen, los nuevos tramos a incorporar son en la Línea Roca: Cañuelas – Monte (43 km); Cañuelas – Uribelarrea – Lobos (37 km); Lobos – Gral. Alvear (132 km); Korn – Las Flores (168,6 km); - Brandsen – Ringuelet (39 km); La Plata – Río Santiago (7,4 km) y La Plata – Circunvalación (6,2 km)”.
En cuanto a las características que tendrá el servicio, el informe detalla en la página 129 que el viaje tendría una duración de 66 minutos, con una frecuencia en horas pico de 30 minutos. La extensión total del recorrido entre la Estación La Plata y Brandsen es de 44,1 kilómetros.

## Estado del ramal
El ramal se encuentra en condiciones aceptables para el tránsito ferroviario entre Brandsen y Gómez, en especial debido al trabajo privado que se viene realizando.[cita requerida]. Desde Gómez hasta la RP 6 las vías y durmientes fueron robados. En los cruces con la autovía 2, la RP 6, la RP 36, Camino General Belgrano, la RP 19 y en el Camino Centenario, las concesionarias de las rutas taparon las vías y en zonas aledañas a La Plata el ramal se encuentra intrusado por viviendas precarias, haciendo muy poco probable su reactivación.
El 3 de marzo de 2015 hubo un conflicto en Hernández porque una empresa quiso invadir las vías con una construcción y fueron denunciados por los vecinos

## Nuevas estaciones proyectadas

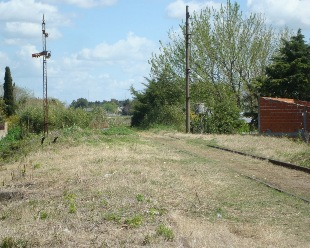
Salida del ramal hacia Brandsen, Estación Ringuelet

La comisión por la vuelta del tren La Plata-Brandsen evalúa crear nuevas estaciones a la vez de recuperar el ramal. El recorrido quedaría así:
|  | CONTg |

|  | BHF |

| CONTgq | xABZgr |  |

|  | exBUE |

|  | exBHF |

|  | exSKRZ-Mu |

|  | exBUE |

|  | exBUE |

|  | exBHF |

|  | exmKRZo |

|  | exBHF |

|  | exBUE |

|  | exBHF |

|  | exBHF |

|  | exBHF |

|  | exBUE |

|  | exBHF |

|  | exBHF |

|  | exBUE |

|  | exmKRZu |

|  | exBUE |

|  | exBHF |

|  | exBUE |

|  | exHST |

| CONTgq | xABZg+r |  |

|  | BHF |

|  | CONTf |

## Imágenes

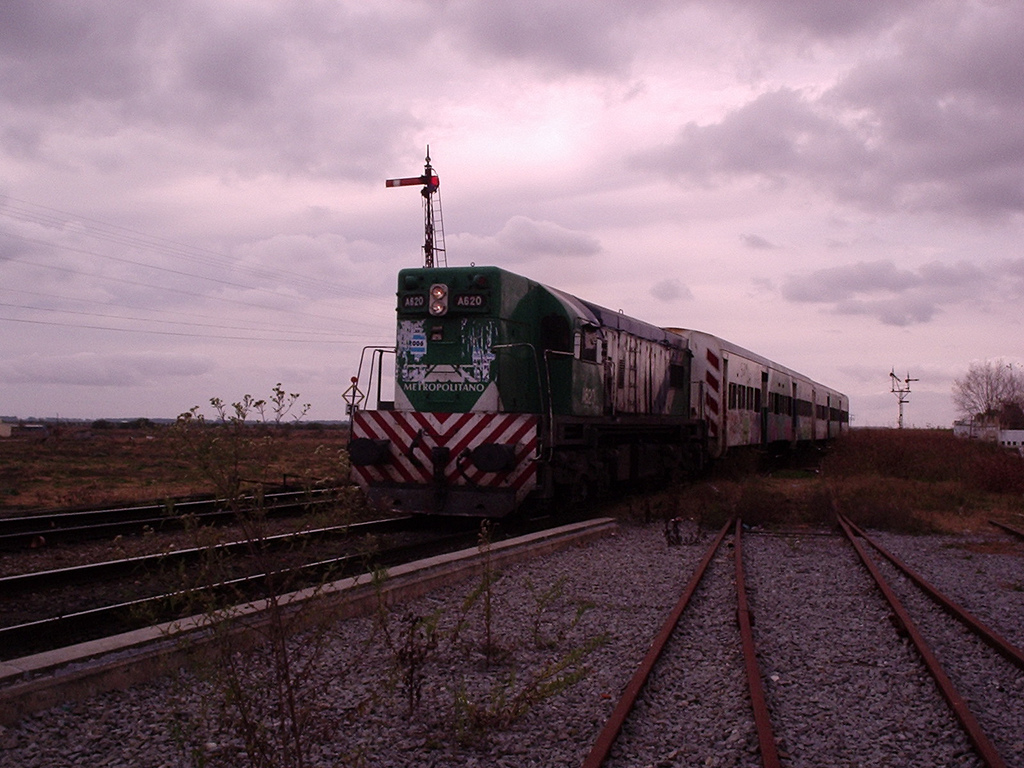
Vías de empalme al ramal La Plata-Constitución en Ringuelet
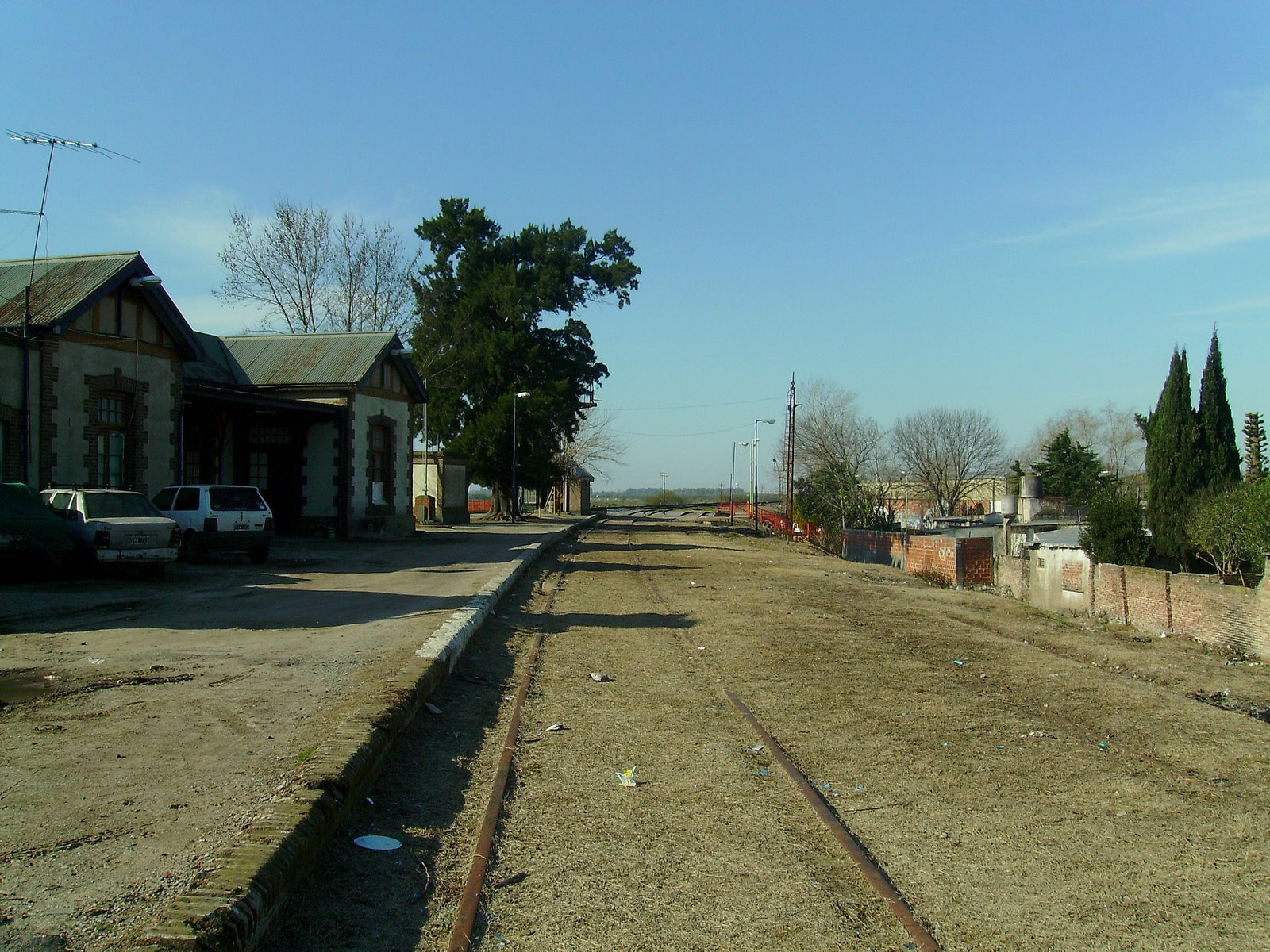
Andén 3 de la Estación Ringuelet hacia La Plata
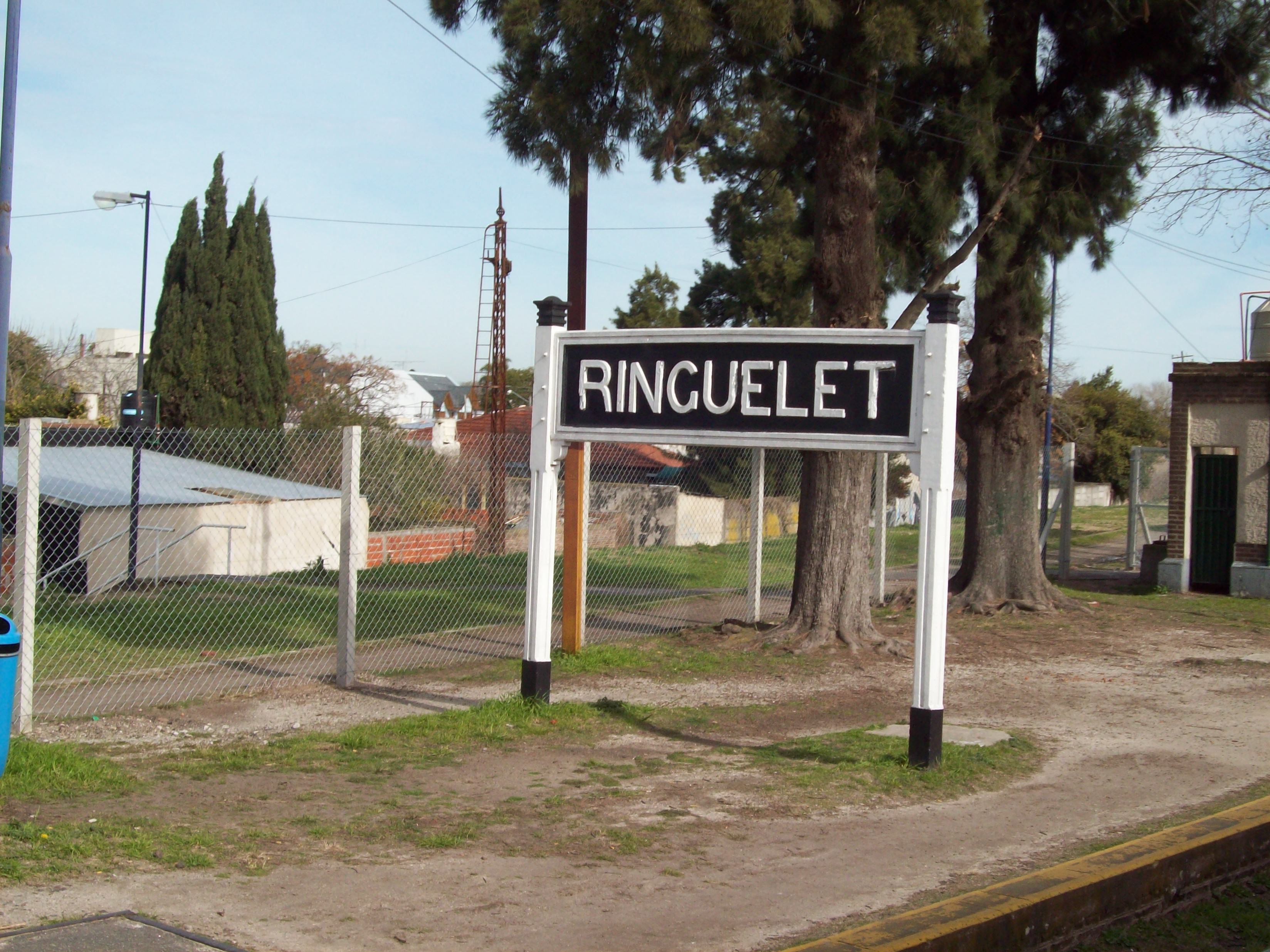
Detrás del nomenclador se ve el andén del ramal